# Dicranomyia (Idioglochina) tusitala tusitala
Dicranomyia (Idioglochina) tusitala tusitala is een ondersoort van de tweevleugelige Dicranomyia (Idioglochina) tusitala uit de familie steltmuggen (Limoniidae). De ondersoort komt voor in het Australaziatisch gebied.